# Tequila (cântec)
Tequila este single-ul de debut al proiectului muzical Blacklist în colaborare cu trupa Carla's Dreams,lansat pe 7 decembrie 2017. Cântecul a fost compus de membrii proiectului Blacklist,fiind primul cântec interpretat de Carla's Dreams compus de un alt artist. Piesa este una dance,cu sound perfect pentru club. Melodia a reușit să aibă succes,ajungând astfel în topurile muzicale din România și Republica Moldova,la scurt timp de la lansare și reușind să atingă cele mai înalte poziții din top.

## Bazele proiectului
Blacklist este un proiect muzical nou în România. Ei sunt o trupă dance care își scriu singuri piesele și care dansează pe propriile lor coregrafii. Spre deosebire de alte proiecte,aceștia preferă să fie mascați în public la fel ca trupa Carla's Dreams,cu care au colaborat pe această piesă. Aceasta a fost compusă în întregime de membrii trupei Blacklist,iar melodia este cântată în totalitate de solistul trupei Carla's Dreams. Acesta a declarat despre această colaborare că: „Blacklist ne plac foarte mult, așa că atunci când ne-au propus să colaborăm pentru piesa „Tequila”, am acceptat imediat. Noi am ascultat și alte piese ale lor și putem spune că este un proiect muzical care va avea succes și care merită susținut. Le dorim ca publicul să fie alături de ei”. Și membrii trupei Blacklist au spus câte ceva despre această piesă: „Suntem onorați să lansăm prima noastră piesă chiar cu cei de la Carla’s Dreams. Le suntem recunoscători și le mulțumim pentru încredere, pentru că avem nevoie de susținere”.

## Live
Piesa a fost cântâtă live doar de Carla's Dreams la concertele lor încă de la lansarea piesei. Piesa a fost cântată pentru prima dată în varianta live la concertul organizat la Berăria H de pe 21 februarie 2018. Piesa a mai fost cântată și la concertul organizat din 3 mai 2018 la Arenele Romane,fiind prima dată când în timpul prestației apar și cei de la Blacklist care au recreat coregrafia din clip. Piesa este cântată foarte des la concertele trupei,iar la evenimentele foarte importante Blacklist dansează alături de ei pe piesa respectivă.

## Videoclip
Videoclipul piesei a fost filmat și regizat de Khaled Mokhtar, iar styling-ul este semnat de RDStyling. Videoclipul îi prezintă pe membrii trupei Blacklist care dansează de-alungul clipului o coregrafie elaborată de ei. Aceste scene sunt interpuse cu câteva în care o tânără este prezentată. Carla's Dreams nu apare în videoclpul respectiv. Clipul a fost postat pe data de 7 decembrie 2017 pe canalul de YouTube al celor de la Blacklist și până în prezent a adunat peste 46.400.000 de vizualizări.

## Performanța în topuri
În categoria pieselor românești a Media Forest Romania,Tequila debutează pe poziția a-9-a cu un număr de 90 de difuzări,la doar o lună de la lansarea piesei. Cea mai înaltă poziție pe care o ocupă piesa în acest clasament este poziția a-2-a pe care staționează într-un număr total de 5 săptămâni. Chiar și așa piesa reușește să ocupe prima poziție în clasamentele făcute de posturile de radio ProFm,Radio Zu și Virgin Radio România.